# Центральна кільцева автомобільна дорога А113 (Росія)

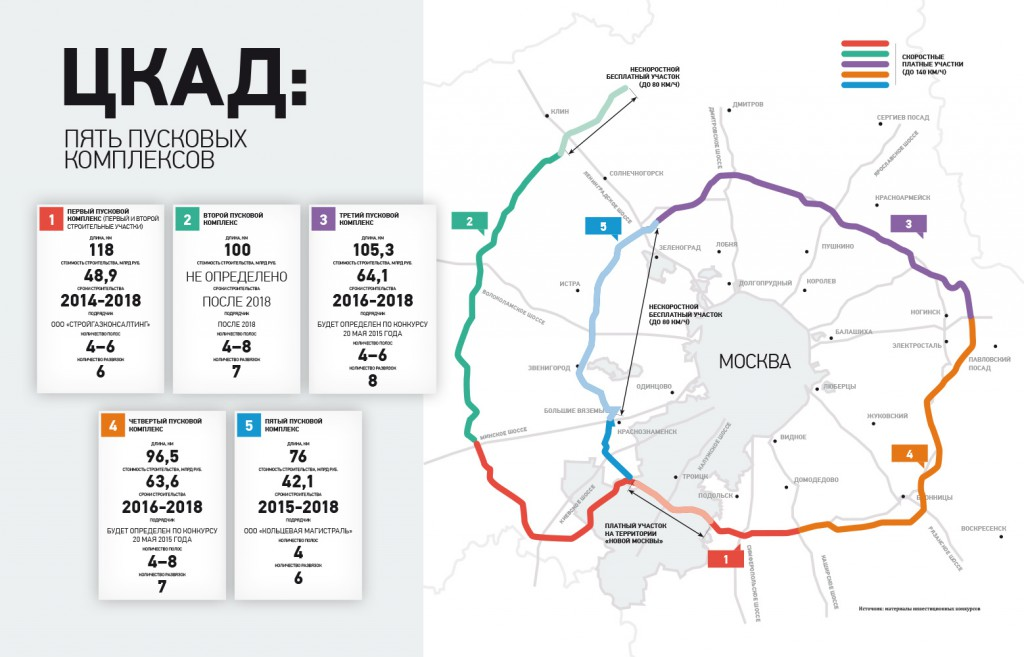
Карта центральної кільцевої дороги

Центральна кільцева автомобільна дорога А113 (рос. Центральная кольцевая автомобильная дорога, ЦКАД) — частково російська федеральна автомобільна дорога в Московській області та Москві.
Основне призначення ЦКАД - розвантажити федеральні дороги і МКАД шляхом перерозподілу транзитного потоку автотранспорту в обхід Москви.

## Характеристики
- Довжина: 525 км
- Середня швидкість: 80–140 км/год
- Кількість розв'язок : 34
- Кількість мостів і шляхопроводів : 278
- Кількість смуг: від 4 до 8[1]